# Cierva C.1
Cierva C.1 (Autogiro No. 1) – pierwszy, nieudany wiatrakowiec zbudowany przez hiszpańskiego konstruktora Juana de la Ciervę w 1920. Pierwszy wiatrakowiec Ciervy nie oderwał się od ziemi ale w trakcie kołowania zademonstrował zjawisko autorotacji co zachęciło Ciervę do dalszych eksperymentów. Po równie nieudanych konstrukcjach C.2 (1921) i C.3 (1921) ostatecznie skonstruował pierwszy latający wiatrakowiec Cierva C.4 w 1922.

## Tło historyczne
Juan de la Cierva rozpoczął karierę konstruktorską w 1912 kiedy to zaprojektował i zbudował jego pierwszy samolot Cierva BCD-1, rok później powstała jego następna konstrukcja Cierva BCD-2.  W 1919 zaprojektował i zbudował bardzo oryginalny trzysilnikowy dwupłatowiec Cierva C-3 specjalnie na rozpisany przez Aeronáutica Militar (ówczesne wojska lotnicze Hiszpanii) konkurs na wielosilnikowy bombowiec. W 1919 po wypadku Ciervy C-3 spowodowanym przez oblatywacza który przeciągnął samolot i rozbił go, Cierva rozpoczął prace nad nowym typem aerodyny, która miałaby zapewnić większe bezpieczeństwo użytkownikom w razie utraty mocy przez silnik czy silniki.  Cierva doszedł do wniosku, że jedyną konstrukcją dającą tego typu bezpieczeństwo jest samolot z ruchomymi skrzydłami (wirnikiem) zapewniającymi siłę nośną używając do tego zjawiska autorotacji. Nie była to pierwsze próba zbudowania wiropłatu, ale z wyjątkiem zbudowanego około 1918 śmigłowca PKZ 2 wszystkie wcześniejsze próby ograniczały się co najwyżej do niewysokich skoków tego typu konstrukcji.

## Historia
Pierwszy wiropłat Ciervy, znany początkowo jako Autogiro No. 1, został zbudowany w 1920.  Po zbudowaniu maszyny Cierva zgłosił 1 lipca 1920 patent na nowy tym maszyny latającej który został mu przyznany 27 sierpnia tegoż roku.
Powstał najprawdopodobniej w warsztacie należącym do Amalio Diaza Fernandeza (brata wspólnika Ciervy - Pablo Diaza) który mieścił się przy lotnisku w Getafe. Prace nad wiropłatem rozpoczęto na początku 1920, najprawdopodobniej został on skonstruowany w oparciu o kadłub, podwozie i usterzenie jednopłatowca firmy Deperdussin. Na kadłubie samolotu zamontowano pionowy maszt na którym zainstalowano dwa, zewnętrznie usztywnione, czteropłatowe wirniki przeciwbieżne o średnicy sześciu metrów. Płaty wirników miały szerokość trzydziestu centymetrów i profil lotniczy typu Eiffel 101, ponad osią wirników umieszczono statecznik pionowy mający zapewnić kontrolę wiropłatu względem osi pionowej. Wiropłat napędzany był silnikiem Le Rhône 7B2 o mocy 60 koni mechanicznych, masa własna całej konstrukcji wynosiła około 350 kilogramów.
Próby z maszyną odbywała się na lotnisku w Getafe. Przy kołowaniu wiropłatu okazało się, że wirniki obracają się z różnymi prędkościami (górny wirnik miał 110 obrotów na minutę, a dolny tylko 50) co było spowodowane ich wzajemnym oddziaływaniem i generują niesymetryczną siłę nośną co powodowało przechylanie się wiropłatu na jedną stronę.
Maszyna została zniszczona w jednej z prób poderwania jej do lotu kiedy przechyliła się na burtę i uderzyła silnie w ziemię.
Pomimo że konstrukcja okazała się niepraktyczna, już pierwsze próby praktycznie zademonstrowały zjawisko autorotacji i zachęciły Ciervę do dalszych eksperymentów. Dwie następne maszyny, C.2 (1921) i C.3 (1921) miały znacznie uproszczoną konstrukcję wirnika, Ciervie ostatecznie udało się zbudować pierwszy praktycznie działający wiatrakowiec C.4 w 1922.